# Egotyzm romantyczny
Egotyzm romantyczny – eksponowanie osobowości bohatera literackiego lub autora, skupienie uwagi czytelnika na ich wewnętrznych przeżyciach i doznaniach. Egotyzm dodatkowo wiązał się z autobiografizmem i autotematyzmem. Bezpośrednich inspiracji literackich dla egotyzmu należy poszukiwać w twórczości Johanna Wolfganga Goethego (werteryzm) i Jeana Jacques`a Rousseau (russoizm). 
W romantyzmie polskim własną osobowość eksponują, np. bohaterowie Adama Mickiewicza (Gustaw i Konrad z Dziadów, Pielgrzym z Sonetów krymskich, czy główny bohater dramatu Juliusza Słowackiego Kordian). Równie silnie zaznacza się egotyzm w wypowiedziach literackich lub paraliterackich o charakterze autobiograficznym Mickiewicza, Słowackiego, Krasińskiego czy Fredry (liryka osobista, epistolografia, dziennik, pamiętnik). 
Pełni on ważne funkcje w budowaniu przez twórców romantycznych autolegendy (artysta romantyczny, poeta romantyczny), kreując różne ich rysy i wizerunki począwszy od historii miłości życia (liryczno-dramatyczny cykl utworów Mickiewicza związanych z Marylą Wereszczakówną) aż po żartobliwo-dramatyczny autoportret poety-wirtuoza (Beniowski Słowackiego).